# Switchblade Smiles
Switchblade Smiles è un singolo promozionale pubblicato per anticipare il quarto album in studio dei Kasabian, Velociraptor!. Pubblicato il 7 giugno 2011, il singolo è stato inoltre reso disponibile per il download gratuito a coloro che hanno prenotato Velociraptor!.

## Descrizione
In uno speciale "Track by Track", il cantante, chitarrista e mente principale dei Kasabian Sergio Pizzorno ha detto a proposito del brano:
Il NME ha posizionato Switchblade Smiles al terzo posto nella sua classifica delle migliori canzoni dei Kasabian.

## Video musicale
Il video del brano è stato pubblicato in anteprima sul canale VEVO della band il 15 luglio 2011. Prodotto da Charlie Lightening, è stato diretto dal designer Aitor Throup, autore della copertina dell'album di provenienza della canzone, Velociraptor!, ispirata proprio a questo video.

## Tracce
Testi e musiche di Sergio Pizzorno.
CD (Columbia Records)
1. Switchblade Smiles (Single Edit) – 3:51
2. Switchblade Smiles (Instrumental) – 4:12

CD (Sony Music), download digitale
1. Switchblade Smiles – 4:14

## Classifiche
| Classifica (2011) | Posizione massima |
| ----------------- | ----------------- |
| Regno Unito       | 186               |